# بيكي إيفرسون
بيكي إيفرسون (بالإنجليزية: Becky Iverson)‏ هي لاعبة غولف أمريكية، ولدت في 12 أكتوبر 1967 في إسكانابا في الولايات المتحدة.

## وصلات خارجية
- بيكي إيفرسون على موقع رابطة لاعبات الغولف المحترفات (الإنجليزية)